# Triactis producta
Triactis producta är en havsanemonart som beskrevs av Carl Benjamin Klunzinger 1877. Triactis producta ingår i släktet Triactis och familjen Aliciidae. Inga underarter finns listade i Catalogue of Life.

## Bildgalleri

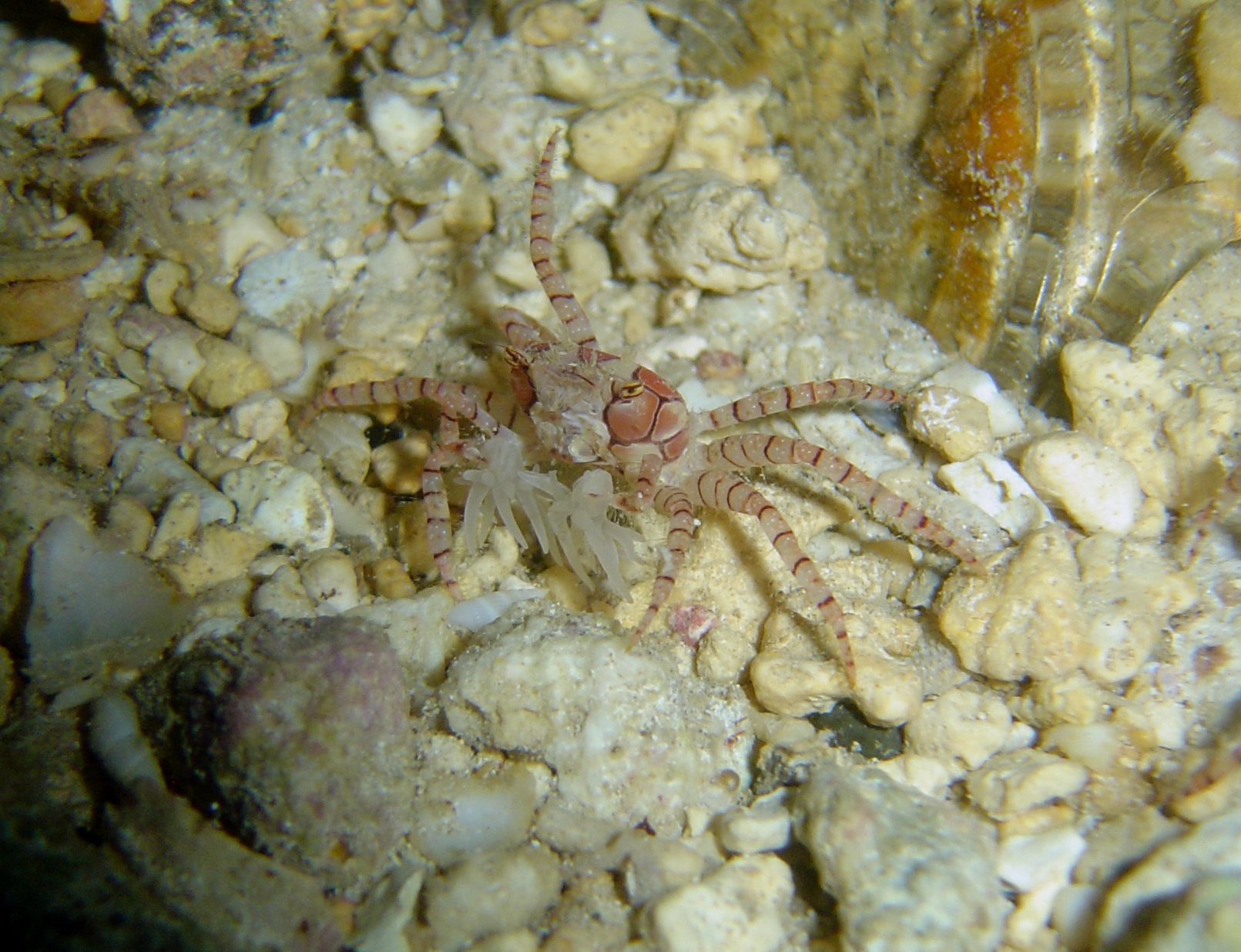